# Colaconema
Colaconema Batters, 1896 é o nome botânico de um gênero de algas vermelhas pluricelulares da família Colaconemataceae.

## Espécies
Atualmente apresenta 35 espécies taxonomicamente válidas, entre elas:
- Colaconema bonnemaisoniae Batters, 1896
- «Lista completa»